# Strelcha Spur
Der Strelcha Spur (englisch; bulgarisch рид Стрелча rid Streltscha) ist ein felsiger, teilweise vereister, in südsüdost-nordnordwestlicher Ausrichtung 5,3 km langer, 1,4 km breiter und bis zu 650 m hoher Gebirgskamm an der Graham-Küste des Grahamlands auf der Antarktischen Halbinsel. Er ragt 9,56 km nordöstlich des Mezzo Buttress, 6 km östlich des Vardun Point, 10 km südlich des Mount Dewey und 38,8 km westlich des Kjulewtscha-Nunataks in den westlichen Ausläufern des Bruce-Plateaus auf. Seine steilen West-, Nord- und Osthänge sind teilweise unvereist. Der Birley-Gletscher liegt nördlich und östlich, einer dessen Nebengletscher westlich von ihm.
Britische Wissenschaftler kartierten ihn 1971. Die bulgarische Kommission für Antarktische Geographische Namen benannte ihn 2015 nach der Stadt Streltscha im Süden Bulgariens.